# 3-Stunden-Rennen von Monza 1963, 3. Rennen

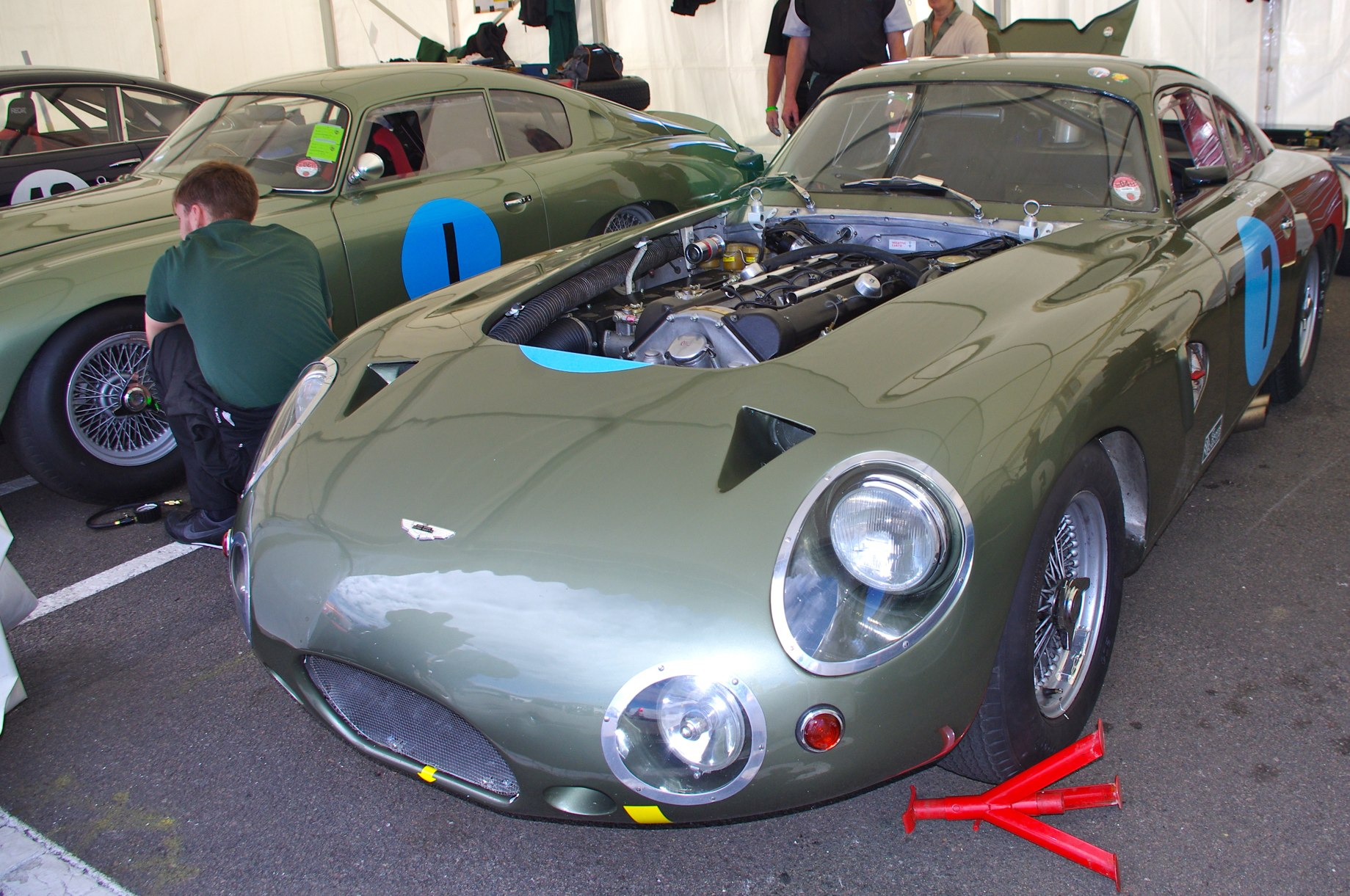
Aston Martin DP214

Die 14. Coppa Inter-Europa, das 3-Stunden-Rennen von Monza für GT-Fahrzeuge über 2-Liter-Hubraum, auch XIV. Coppa Inter-Europa, 3 Hours, Monza, wurde am 8. September 1963 auf dem Autodromo Nazionale Monza ausgefahren und war der 20. Wertungslauf der Sportwagen-Weltmeisterschaft dieses Jahres.

## Das Rennen
Das Rennen für GT-Fahrzeuge über 2-Liter-Hubraum war bereits das dritte Rennen über dieses Distanz in Monza, das 1963 ein Wertungslauf der Sportwagen-Weltmeisterschaft war. Im Juni hatte Romano Perdomi ein GT-Rennen auf einem Fiat-Abarth 1000 gewonnen. Am selben Tag fand zu diesem Rennen auch die Coppa Inter-Europa für GT-Fahrzeuge bis 2-Liter-Hubraum statt, das Tommy Spychiger auf einem Abarth-Simca 1300 Bialbero für sich entschied.
Die Veranstaltung der Hubraumstarken Sportwagen endete mit dem Triumph von Roy Salvadori im Aston Martin DP214.

## Ergebnisse

### Schlussklassement
| 1               | GT + 3.0 | 46 | David Brown Aston Martin Lagonda | Roy Salvadori       | Aston Martin DP214     | 101 |
| 2               | GT 3.0   | 42 | Maranello Concessionaires        | Mike Parkes         | Ferrari 250 GTO        | 101 |
| 3               | GT + 3.0 | 45 | David Brown Aston Martin Lagonda | Lucien Bianchi      | Aston Martin DP214     | 98  |
| 4               | GT 3.0   | 44 | David Piper                      | David Piper         | Ferrari 250 GTO        | 98  |
| 5               | GT 3.0   | 38 | Nando Pagliarini                 | Nando Pagliarini    | Ferrari 250 GTO        | 94  |
| 6               | GT 3.0   | 37 | Scuderia San Marco               | Egidio Nicolosi     | Ferrari 250 GTO        | 94  |
| 7               | GT 3.0   | 41 | Ulf Norinder                     | Ulf Norinder        | Ferrari 250 GTO        | 92  |
| 8               | GT 3.0   | 39 | Gianni Roghi                     | Gianni Roghi        | Ferrari 250 GT SWB     | 82  |
| 9               | GT + 3.0 | 49 | Ed Zeller                        | Ed Zeller           | Jaguar E-Type          | 82  |
| 10              | GT 2.5   | 34 |                                  | Leo Cella           | Lancia Flaminia Zagato | 81  |
| 11              | GT 2.5   | 33 |                                  | Neil Dangerfield    | Triumph TR4            | 78  |
| 12              | GT + 3.0 | 48 | Maurice Caillet                  | Maurice Caillet     | Jaguar E-Type          | 77  |
| 13              | GT 2.5   | 36 |                                  | Giorgio Pianta      | Lancia Flaminia Zagato | 75  |
| 14              | GT 2.5   | 30 |                                  | Giovanni Rota       | Lancia Flaminia Sport  | 75  |
| Nicht klassiert |          |    |                                  |                     |                        |     |
| 15              | GT 2.5   | 31 |                                  | Carroll Smith       | Morgan Plus 4          | 45  |
| Ausgefallen     |          |    |                                  |                     |                        |     |
| 16              | GT 2.5   | 32 | Lawrence Tune Engineering        | Chris Lawrence      | Morgan Plus 4          | 14  |
| 17              | GT 3.0   | 15 |                                  | Vincenzo Zanini     | Ferrari 250 GTO        | 4   |
| Nicht gestartet |          |    |                                  |                     |                        |     |
| 18              | GT 2.5   | 35 |                                  | Gilberto Bagnasacco | Lancia Flaminia Sport  | 1   |

1 nicht gestartet

### Nur in der Meldeliste
Hier finden sich Teams, Fahrer und Fahrzeuge, die ursprünglich für das Rennen gemeldet waren, aber aus den unterschiedlichsten Gründen daran nicht teilnahmen.
| Pos. | Klasse | Nr. | Team | Fahrer          | Chassis         |
| ---- | ------ | --- | ---- | --------------- | --------------- |
| 19   | GT 3.0 | 40  |      | Gianni Bulgari  | Ferrari 250 GTO |
| 20   | GT 3.0 | 43  |      | Tommy Hitchcock | Ferrari 250 GTO |

### Klassensieger
| Klasse   | Fahrer        | Fahrzeug               | Platzierung im Gesamtklassement |
| -------- | ------------- | ---------------------- | ------------------------------- |
| GT + 3.0 | Roy Salvadori | Aston Martin DP214     | Gesamtsieg                      |
| GT 3.0   | Mike Parkes   | Ferrari 250 GTO        | Rang 2                          |
| GT 2.5   | Leo Cella     | Lancia Flaminia Zagato | Rang 11                         |

### Renndaten
- Gemeldet: 20
- Gestartet: 17
- Gewertet: 14
- Rennklassen: 3
- Zuschauer: unbekannt
- Wetter am Renntag: warm und trocken
- Streckenlänge: 5,750 km
- Fahrzeit des Siegerteams: 3:00:00,000 Stunden
- Gesamtrunden des Siegerteams: 101
- Gesamtdistanz des Siegerteams: 580,437 km
- Siegerschnitt: 193,479 km/h
- Pole Position: Mike Parkes – Ferrari 250 GTO (#42) – 1.49.400
- Schnellste Rennrunde: Roy Salvadori – Aston Martin DP214 (#46) – 1:43,500 = 200,000 km/h
- Rennserie: 20. Lauf zur Sportwagen-Weltmeisterschaft 1963